# Elezioni regionali in Spagna del 2015

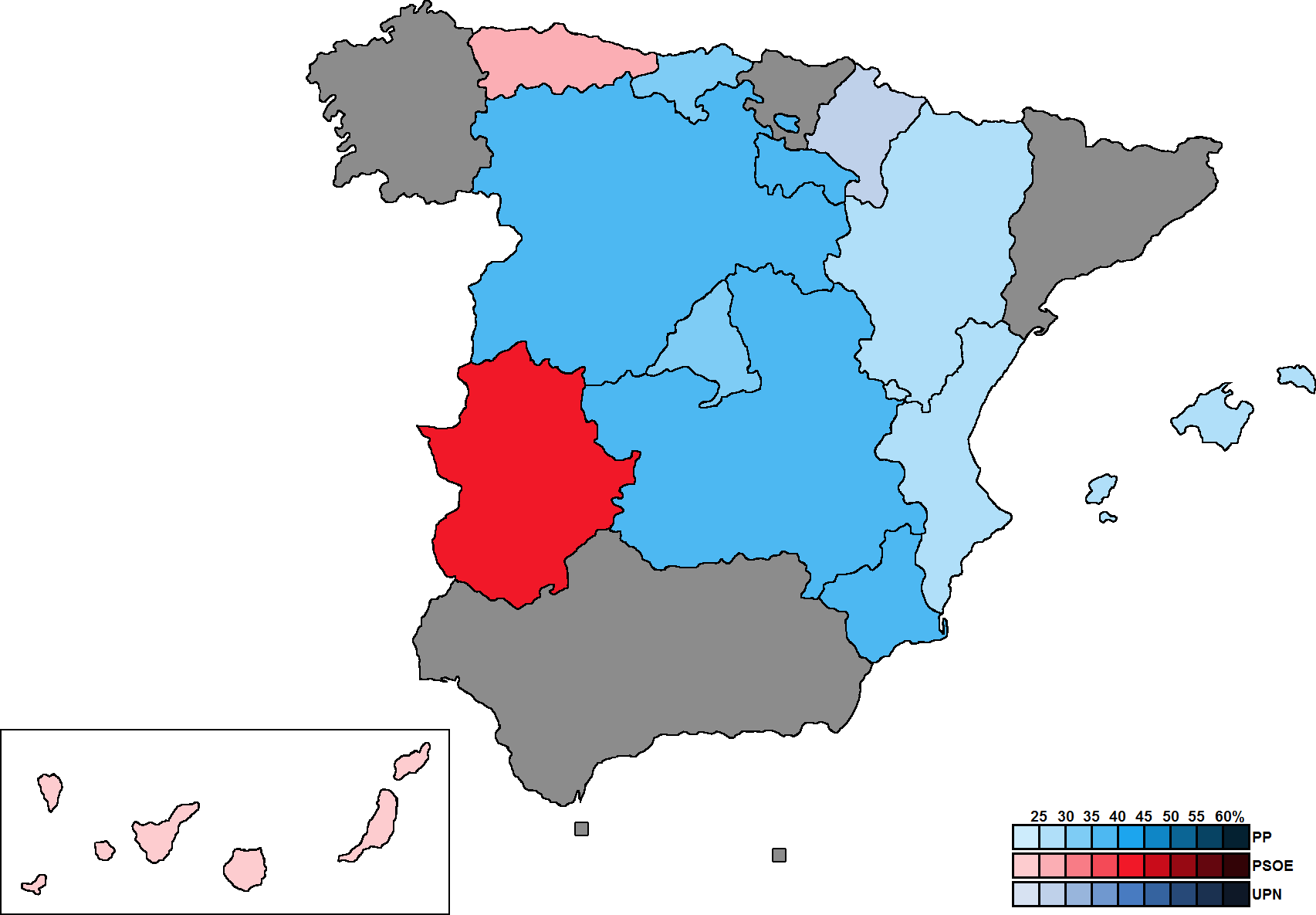
Risultati di lista

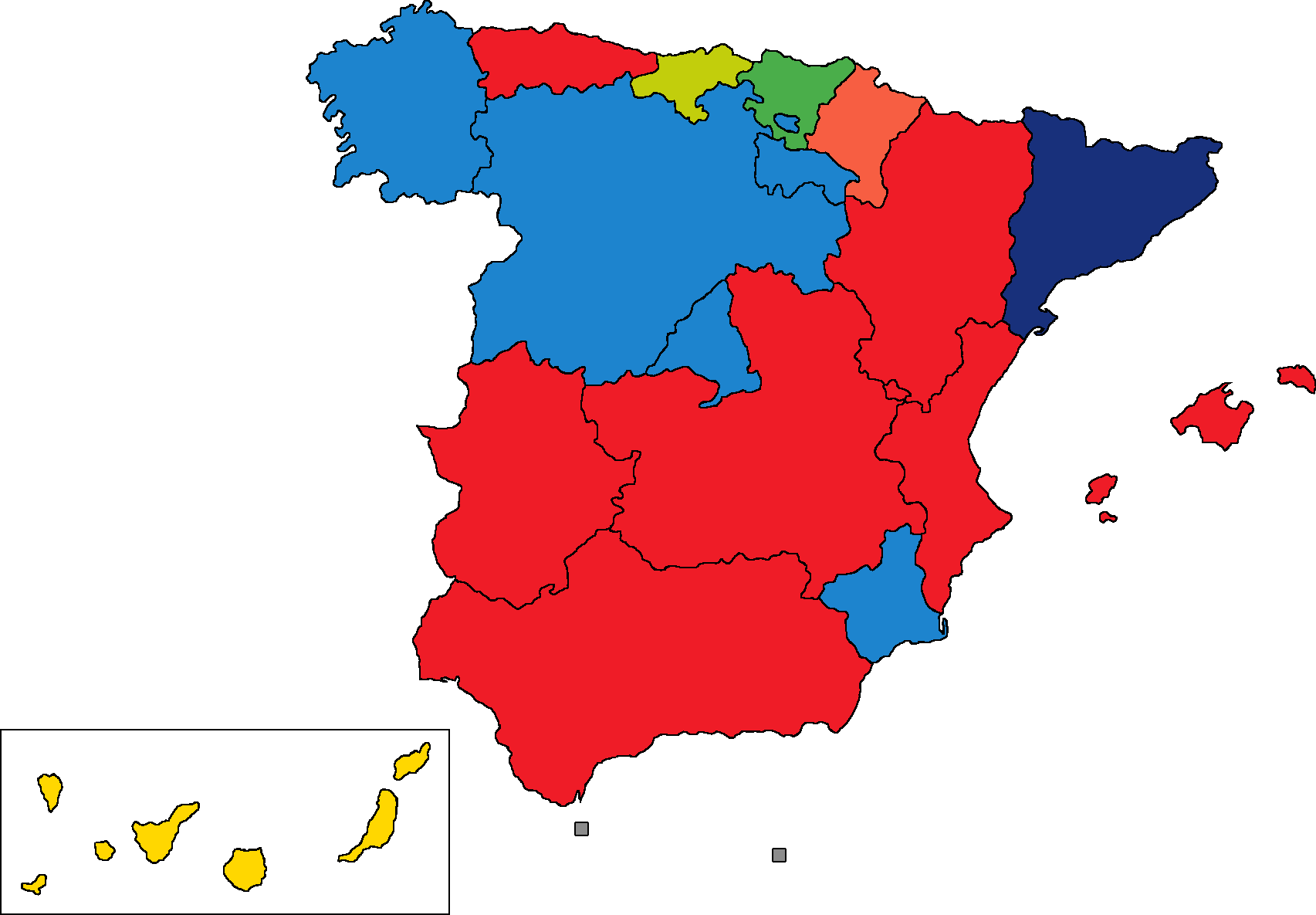
Presidenti eletti

Le elezioni regionali in Spagna del 2015 si sono tenute il 22 marzo per il rinnovo delle assemblee legislative delle comunità autonome. In Catalogna si è votato il 27 settembre; non si è votato nei Paesi Baschi, dove le consultazioni si erano svolte anticipatamente nell'ottobre 2012 (anziché nella tornata generale di marzo), e in Galizia, dove le elezioni si sono celebrate nel settembre 2016.

## Risultati

### Andalusia
| Liste  | Liste                               | Voti      | %     | Seggi |
| ------ | ----------------------------------- | --------- | ----- | ----- |
|        | Partito Socialista Operaio Spagnolo | 1 411 278 | 35,91 | 47    |
|        | Partito Popolare                    | 1 065 685 | 27,11 | 33    |
|        | Podemos                             | 592 133   | 15,07 | 15    |
|        | Ciudadanos                          | 369 896   | 9,41  | 9     |
|        | Sinistra Unita                      | 274 426   | 6,98  | 5     |
|        | Unione Progresso e Democrazia       | 76 839    | 1,95  | –     |
|        | Partito Andalusista                 | 60 645    | 1,54  | –     |
|        | Altri                               | 79 514    | 2,02  | –     |
| Totale | Totale                              | 3 930 416 | 100   | 109   |

### Aragona
| Liste  | Liste                               | Voti    | %     | Seggi |
| ------ | ----------------------------------- | ------- | ----- | ----- |
|        | Partito Popolare                    | 183 654 | 28,28 | 21    |
|        | Partito Socialista Operaio Spagnolo | 143 096 | 22,04 | 18    |
|        | Podemos                             | 137 325 | 21,15 | 14    |
|        | Ciudadanos                          | 62 907  | 9,69  | 5     |
|        | Partito Aragonese                   | 45 846  | 7,06  | 6     |
|        | Unione Aragonese                    | 30 618  | 4,72  | 2     |
|        | Sinistra Unita                      | 28 184  | 4,34  | 1     |
|        | Unione Progresso e Democrazia       | 5 708   | 0,88  | –     |
|        | Altri                               | 11 973  | 1,84  | –     |
| Totale | Totale                              | 649 311 | 100   | 67    |

### Asturie
| Liste  | Liste                               | Voti    | %     | Seggi |
| ------ | ----------------------------------- | ------- | ----- | ----- |
|        | Partito Socialista Operaio Spagnolo | 143 851 | 27,16 | 14    |
|        | Partito Popolare                    | 117 319 | 22,15 | 11    |
|        | Podemos                             | 103 571 | 19,56 | 9     |
|        | Sinistra Unita                      | 64 868  | 12,25 | 5     |
|        | Foro de Ciaudadanos                 | 44 480  | 8,40  | 3     |
|        | Ciudadanos                          | 38 687  | 7,30  | 3     |
|        | Unione Progresso e Democrazia       | 4 358   | 0,82  | –     |
|        | Altri                               | 12 498  | 2,36  | –     |
| Totale | Totale                              | 529 632 | 100   | 45    |

### Baleari
| Liste  | Liste                                                     | Voti    | %     | Seggi |
| ------ | --------------------------------------------------------- | ------- | ----- | ----- |
|        | Partito Popolare                                          | 121 981 | 29,05 | 20    |
|        | Partito Socialista Operaio Spagnolo                       | 81 073  | 19,31 | 14    |
|        | Podemos                                                   | 62 868  | 14,97 | 10    |
|        | Més per Mallorca                                          | 59 069  | 14,07 | 6     |
|        | Proposta per les Illes                                    | 59 069  | 14,07 | 3     |
|        | Ciudadanos                                                | 25 317  | 6,03  | 3     |
|        | Guanyem les Illes Balears                                 | 7 105   | 1,69  | 1     |
|        | Més per Menorca                                           | 6 568   | 1,56  | 3     |
|        | Unione Progresso e Democrazia                             | 3 816   | 0,91  | –     |
|        | Partito Animalista Contro il Maltrattamento degli Animali | 3 467   | 0,83  | –     |
|        | Gent per Formentera                                       | 2 005   | 0,48  | 1     |
|        | Altri                                                     | 12 604  | 3,00  | 3     |
| Totale | Totale                                                    | 419 933 | 100   | 59    |

### Canarie
| Liste  | Liste                                                     | Voti    | %     | Seggi |
| ------ | --------------------------------------------------------- | ------- | ----- | ----- |
|        | Partito Socialista Operaio Spagnolo                       | 182 006 | 20,29 | 15    |
|        | Partito Popolare                                          | 170 129 | 18,97 | 12    |
|        | Coalizione Canaria (PNC+AHI)                              | 166 979 | 18,62 | 18    |
|        | Podemos                                                   | 133 044 | 14,83 | 7     |
|        | Nueva Canarias                                            | 93 634  | 10,44 | 5     |
|        | Ciudadanos                                                | 54 375  | 6,06  | –     |
|        | Unidos                                                    | 32 868  | 3,66  | –     |
|        | Sinistra Unita                                            | 20 027  | 2,23  | –     |
|        | Partito Animalista Contro il Maltrattamento degli Animali | 11 296  | 1,26  | –     |
|        | Unione Progresso e Democrazia                             | 7 819   | 0,87  | –     |
|        | Alternativa Nazionalista Canaria                          | 5 635   | 0,63  | –     |
|        | Agrupación Socialista Gomera                              | 5 090   | 0,57  | 3     |
|        | Altri                                                     | 14 072  | 1,57  | –     |
| Totale | Totale                                                    | 896 974 | 100   | 60    |

### Cantabria
| Liste  | Liste                               | Voti    | %     | Seggi |
| ------ | ----------------------------------- | ------- | ----- | ----- |
|        | Partito Popolare                    | 105 944 | 33,10 | 13    |
|        | Partito Regionalista di Cantabria   | 97 185  | 30,36 | 12    |
|        | Partito Socialista Operaio Spagnolo | 45 653  | 14,26 | 5     |
|        | Podemos                             | 28 895  | 9,03  | 3     |
|        | Ciudadanos                          | 22 552  | 7,05  | 2     |
|        | Sinistra Unita                      | 8 246   | 2,58  | –     |
|        | Unione Progresso e Democrazia       | 2 380   | 0,74  | –     |
|        | Altri                               | 9 253   | 2,89  | –     |
| Totale | Totale                              | 320 108 | 100   | 35    |

### Castiglia-La Mancia
| Liste  | Liste                               | Voti      | %     | Seggi |
| ------ | ----------------------------------- | --------- | ----- | ----- |
|        | Partito Popolare                    | 413 349   | 38,16 | 16    |
|        | Partito Socialista Operaio Spagnolo | 398 104   | 36,75 | 15    |
|        | Podemos                             | 107 463   | 9,92  | 2     |
|        | Ciudadanos                          | 95 230    | 8,79  | –     |
|        | Sinistra Unita                      | 34 230    | 3,16  | –     |
|        | Unione Progresso e Democrazia       | 10 866    | 1,00  | 1     |
|        | Altri                               | 24 030    | 2,22  | –     |
| Totale | Totale                              | 1 083 272 | 100   | 33    |

### Castiglia e León
| Liste  | Liste                               | Voti      | %     | Seggi |
| ------ | ----------------------------------- | --------- | ----- | ----- |
|        | Partito Popolare                    | 514 301   | 38,68 | 42    |
|        | Partito Socialista Operaio Spagnolo | 353 575   | 26,59 | 25    |
|        | Podemos                             | 165 475   | 12,44 | 10    |
|        | Ciudadanos                          | 139 954   | 10,52 | 5     |
|        | Sinistra Unita                      | 56 516    | 4,25  | 1     |
|        | Unione Progresso e Democrazia       | 19 597    | 1,47  | –     |
|        | Unión del Pueblo Leonés             | 19 176    | 1,44  | 1     |
|        | Altri                               | 61 187    | 4,60  | –     |
| Totale | Totale                              | 1 329 781 | 100   | 84    |

### Catalogna
| Liste  | Liste                                           | Voti      | %     | Seggi |
| ------ | ----------------------------------------------- | --------- | ----- | ----- |
|        | Junts pel Sí (CDC-ERC-DC-MES)                   | 1 628 714 | 39,80 | 62    |
|        | Ciudadanos                                      | 736 364   | 17,99 | 25    |
|        | Partito dei Socialisti di Catalogna             | 523 283   | 12,79 | 16    |
|        | Catalunya Sí que es Pot (Podemos-ICV-EUiA-Equo) | 367 613   | 8,98  | 11    |
|        | Partito Popolare                                | 349 193   | 8,53  | 11    |
|        | Candidatura di Unità Popolare                   | 337 794   | 8,25  | 10    |
|        | Unione Democratica di Catalogna                 | 103 293   | 2,52  | –     |
|        | Altri                                           | 46 095    | 1,13  | –     |
| Totale | Totale                                          | 4 092 349 | 100   | 135   |

Le elezioni hanno visto la vittoria della lista indipendentista trasversale Junts pel Sí, che ha ottenuto il 39,6%. Dopo un iniziale tentativo di ri-eleggere il proprio leader Artur Mas a Presidente della Generalitat, Junts pel Sí ha quindi raggiunto un accordo con l'altro partito indipendentista, la CUP (di estrema sinistra), e ha eletto quindi a presidente Carles Puigdemont.
Il governo guidato da Puigdemont ha dato avvio al processo indipendentista, che include il referendum sull'indipendenza della Catalogna svoltosi il 1º ottobre 2017.

### Estremadura
| Liste  | Liste                               | Voti    | %     | Seggi |
| ------ | ----------------------------------- | ------- | ----- | ----- |
|        | Partito Socialista Operaio Spagnolo | 265 015 | 42,06 | 30    |
|        | Partito Popolare                    | 236 266 | 37,50 | 28    |
|        | Podemos                             | 51 216  | 8,13  | 6     |
|        | Ciudadanos                          | 28 010  | 4,45  | 1     |
|        | Sinistra Unita                      | 27 122  | 4,30  | –     |
|        | Extremeños                          | 9 305   | 1,48  | –     |
|        | Unione Progresso e Democrazia       | 3 947   | 0,63  | –     |
|        | Altri                               | 9 198   | 1,46  | –     |
| Totale | Totale                              | 630 079 | 100   | 65    |

### La Rioja
| Liste  | Liste                               | Voti    | %     | Seggi |
| ------ | ----------------------------------- | ------- | ----- | ----- |
|        | Partito Popolare                    | 63 094  | 39,33 | 15    |
|        | Partito Socialista Operaio Spagnolo | 43 689  | 27,23 | 10    |
|        | Podemos                             | 18 319  | 11,42 | 4     |
|        | Ciudadanos                          | 17 042  | 10,62 | 4     |
|        | Partito Riojano                     | 7 277   | 4,54  | –     |
|        | Sinistra Unita                      | 6 797   | 4,24  | –     |
|        | Unione Progresso e Democrazia       | 2 005   | 1,25  | –     |
|        | Altri                               | 2 211   | 1,38  | –     |
| Totale | Totale                              | 160 434 | 100   | 33    |

### Comunità di Madrid
| Liste  | Liste                                                     | Voti      | %     | Seggi |
| ------ | --------------------------------------------------------- | --------- | ----- | ----- |
|        | Partito Popolare                                          | 1 050 256 | 33,45 | 48    |
|        | Partito Socialista Operaio Spagnolo                       | 807 385   | 25,71 | 37    |
|        | Podemos                                                   | 591 697   | 18,84 | 27    |
|        | Ciudadanos                                                | 385 836   | 12,29 | 17    |
|        | Sinistra Unita                                            | 132 207   | 4,21  | –     |
|        | Unione Progresso e Democrazia                             | 64 643    | 2,06  | –     |
|        | Vox                                                       | 37 491    | 1,19  | –     |
|        | Partito Animalista Contro il Maltrattamento degli Animali | 32 228    | 1,03  | –     |
|        | Altri                                                     | 38 115    | 1,21  | –     |
| Totale | Totale                                                    | 3 139 858 | 100   | 129   |

### Murcia
| Liste  | Liste                                  | Voti    | %     | Seggi |
| ------ | -------------------------------------- | ------- | ----- | ----- |
|        | Partito Popolare                       | 239 011 | 37,95 | 22    |
|        | Partito Socialista Operaio Spagnolo    | 153 231 | 24,33 | 13    |
|        | Podemos                                | 84 577  | 13,43 | 6     |
|        | Ciudadanos                             | 80 459  | 12,77 | 4     |
|        | Sinistra Unita                         | 30 761  | 4,88  | –     |
|        | Unione Progresso e Democrazia          | 10 422  | 1,65  | –     |
|        | Movimento Cittadino Campo de Cartagena | 8 793   | 1,40  | –     |
|        | Cittadini del Centro Democratico       | 6 772   | 1,08  | –     |
|        | Altri                                  | 15 809  | 2,51  | –     |
| Totale | Totale                                 | 629 835 | 100   | 45    |

### Navarra
| Liste  | Liste                               | Voti    | %     | Seggi |
| ------ | ----------------------------------- | ------- | ----- | ----- |
|        | Unión del Pueblo Navarro            | 92 705  | 27,98 | 15    |
|        | Geroa Bai                           | 53 497  | 16,15 | 9     |
|        | Euskal Herria Bildu                 | 48 166  | 14,54 | 8     |
|        | Podemos                             | 46 207  | 13,95 | 7     |
|        | Partito Socialista Operaio Spagnolo | 45 164  | 13,63 | 7     |
|        | Partito Popolare                    | 13 289  | 4,01  | 2     |
|        | Izquierda-Ezkerra                   | 12 482  | 3,77  | 2     |
|        | Ciudadanos                          | 9 993   | 3,02  | –     |
|        | Altri                               | 9 782   | 2,95  | –     |
| Totale | Totale                              | 331 285 | 100   | 50    |

### Comunità Valenciana
| Liste  | Liste                               | Voti      | %     | Seggi |
| ------ | ----------------------------------- | --------- | ----- | ----- |
|        | Partito Popolare                    | 653 186   | 26,99 | 31    |
|        | Partito Socialista Operaio Spagnolo | 505 186   | 20,87 | 23    |
|        | Compromís                           | 452 654   | 18,70 | 19    |
|        | Ciudadanos                          | 306 396   | 12,66 | 13    |
|        | Podemos                             | 279 569   | 11,55 | 13    |
|        | Acord Ciutadà (EUPV-EVPV-ERPV-AS)   | 106 047   | 4,38  | –     |
|        | Unione Progresso e Democrazia       | 28 470    | 1,18  | –     |
|        | Altri                               | 88 640    | 3,66  | –     |
| Totale | Totale                              | 2 420 148 | 100   | 99    |